# Biburg (Alling)
Biburg ist ein Gemeindeteil von Alling im oberbayerischen Landkreis Fürstenfeldbruck.
Das Dorf Biburg liegt circa zwei Kilometer nordwestlich von Alling, drei Kilometer südlich der Kreisstadt Fürstenfeldbruck.
Es sind 3,2 Kilometer bis zum S-Bahnhof in Fürstenfeldbruck.

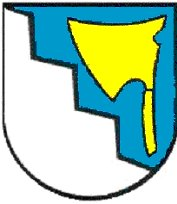
Wappen Biburg i.Obb.

## Geschichte
Die erste urkundliche Erwähnung erfolgt für Biburg um 1150 als Piburch.
Am 1. Mai 1978 wurden Teile der aufgelösten Gemeinde Biburg zu Alling eingegliedert.

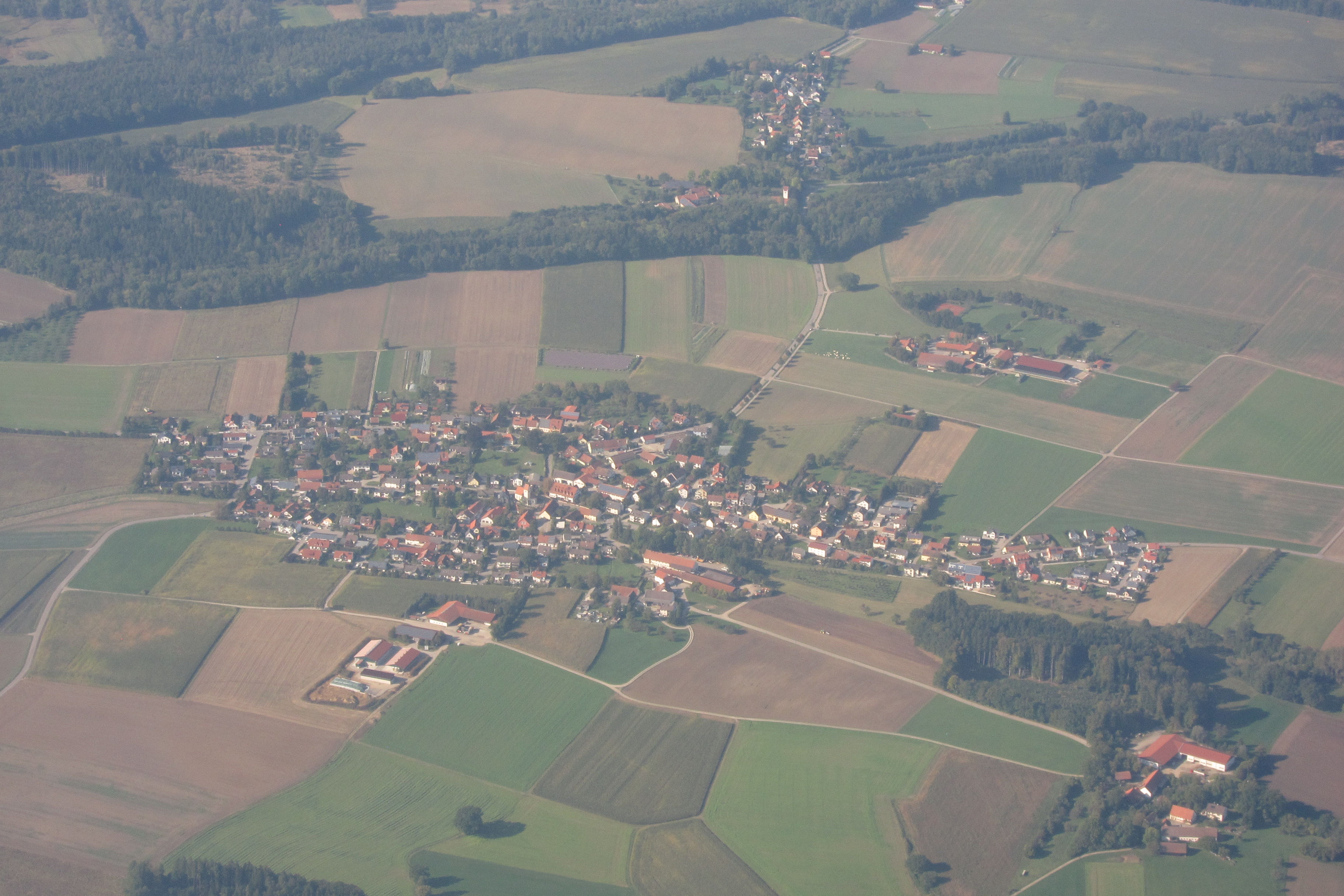
Biburg

## Baudenkmäler
Siehe: Liste der Baudenkmäler in Biburg
- Katholische Pfarrkirche Mariä Himmelfahrt
- Kriegergedächtniskapelle
- Ehemaliges Schulhaus

## Bodendenkmäler
Siehe: Liste der Bodendenkmäler in Alling

## Vereine
- ASV Biburg 1975 e. V. (Sportarten: Fußball, Gymnastik, Tennis, Tischtennis, Stockschützen, Volleyball, Beachvolleyball)
- Bay. Bauernverband Biburg
- Blumen- und Gartenfreunde Biburg
- Dorfgemeinschaft Biburg-Holzhausen (Partei)
- Feuerwehrverein Biburg
- Feuerwehr Biburg
- Jagdgenossenschaft Biburg
- Kurbel Club Biburg
- Landjugend Biburg
- Schützen „Bei der Burg“ Biburg